# Église Saint-Pierre de Meyrueis
Pour les articles homonymes, voir Église Saint-Pierre et Saint-Pierre.
L'église Saint-Pierre de Meyrueis est une église catholique située à Meyrueis, dans le département de la Lozère, en France.

## Localisation
L'église est située dans le département français de Lozère, sur la commune de Meyrueis.

## Historique
Un prieuré est fondé en 1034 par le baron de Meyrueis. Ce prieuré dépend de l'abbaye de Gellone. L'église sert à la fois aux moines et à la paroisse.
Les moines sont expulsés et les bâtiments détruits au cours des guerres de Religion.
Vers 1650, l'évêque de Nîmes dont dépend la paroisse décide le rétablissement du culte catholique à Meyrueis. Il confie cette reconstitution à la compagnie de Jésus. Ils font reconstruire l'église qui est consacrée en 1663 avec les autres bâtiments du prieuré. Il abrite alors 3 prêtres. Ils doivent ramener les protestants, qui constituent alors 90 % de la population, à la foi catholique.
Les prêtres recevaient dans un petit établissement les fils des familles protestantes placés de force par les autorités pour obtenir leur abjuration.
En 1694, Louis XIV crée l'évêché d'Alès pour mieux encadrer les huguenots. Meyrueis devient le siège d'un archiprêtré.
L'église est transformé en entrepôt pendant la Révolution.
Le nombre de catholiques ayant augmenté au XIXe siècle, il est nécessaire d'agrandir l'église. On construit en 1857 un nouveau chœur pentagonal, deux chapelles latérales, une tribune et la sacristie.